# Úprava obrazu

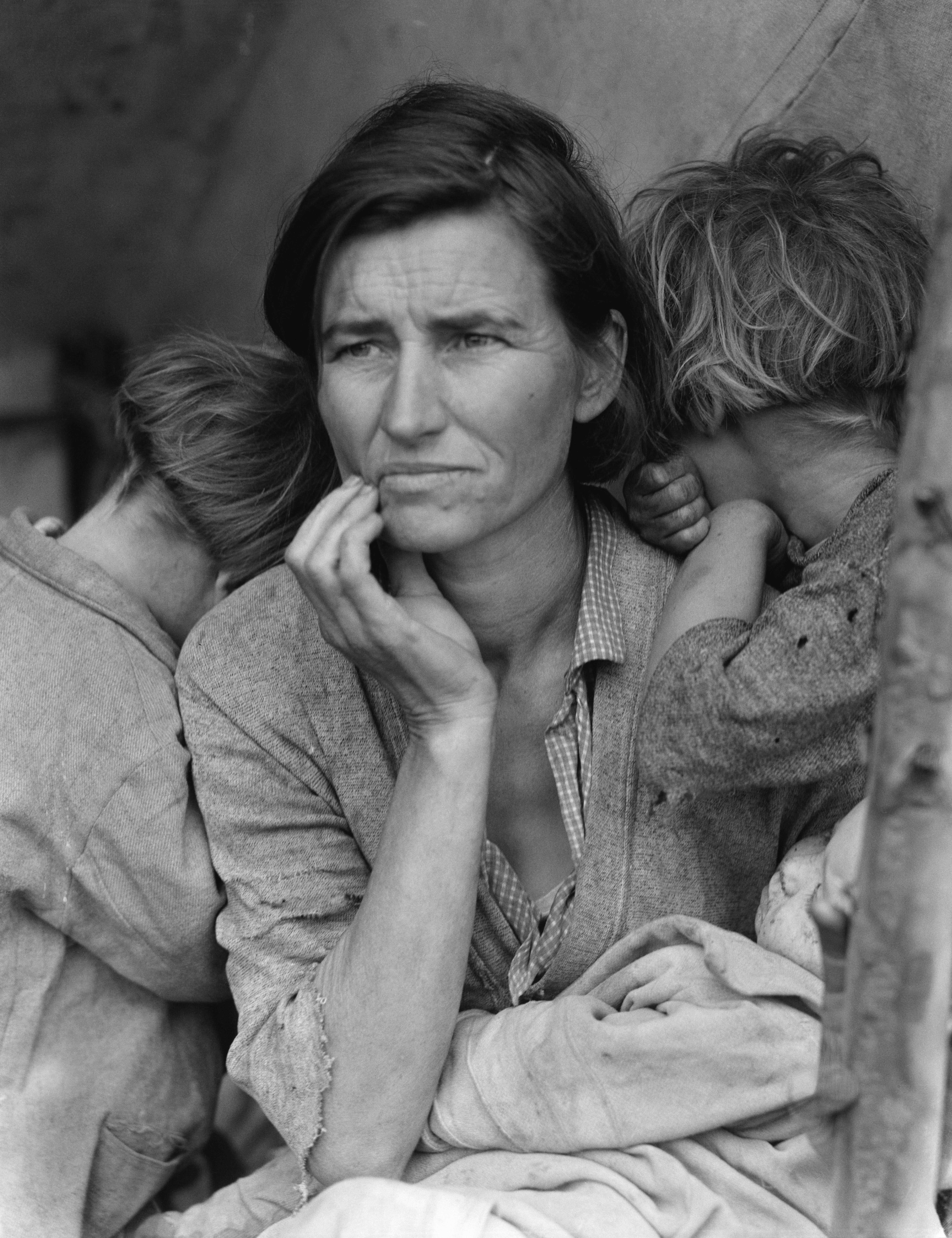
Originál černobílé fotografie Kočující matka, od Dorothey Langeové, 1936

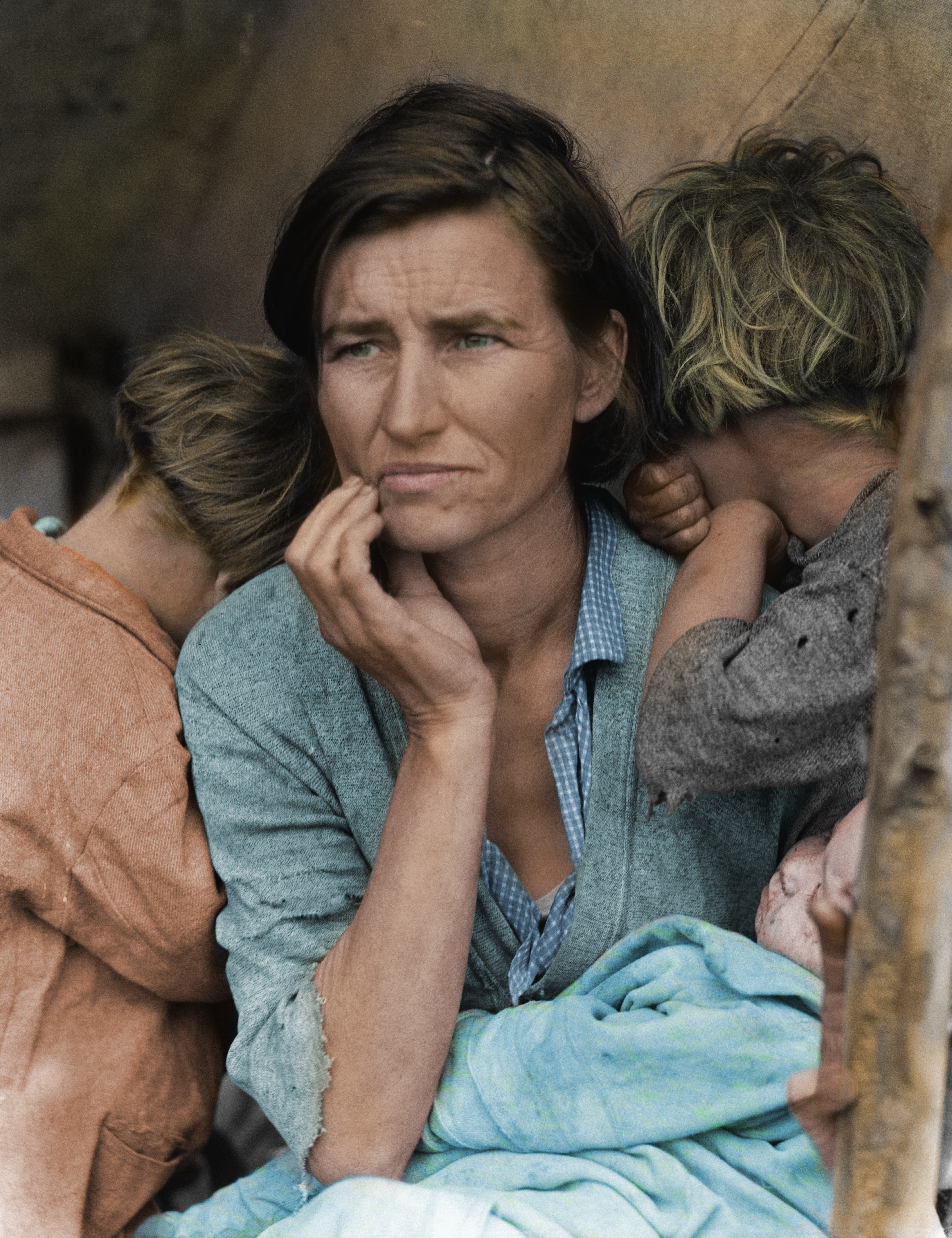
Kolorovaná verze původní černobílé fotografie v programu GIMP

Úprava obrazu, editace obrazu (fotografie) zahrnuje procesy změny obrazu, ať už jde o digitální fotografii, tradiční klasickou fotografii, nebo ilustraci. Tradiční klasické úpravy obrazu jsou známé jako retušování fotografií pomocí nástrojů. jako je například fixírka, nebo úprava ilustrací, s tradičními uměleckými (výtvarnými) prostředky. Grafický software lze obecně rozdělit na editory vektorové grafiky, rastrové grafiky a 3D modeling. Jsou to základní nástroje, s jejichž pomocí uživatel může upravovat, měnit a zlepšovat obrázky. Mnoho programů pro úpravu obrázků se používá také na výtvarný rendering nebo vytváření počítačového umění.

## Funkce editoru obrázků
Dále jsou uvedeny některé z nejčastěji používaných možností lepších počítačových grafických editorů. Tento seznam v žádném případě neobsahuje všechny možnosti. Existuje další nesčetné množství možností, spojených s většinou těchto funkcí.

### Ořezání obrazu
Digitální editory umožňují obrázky ořezávat. Oříznutím se vytvoří obrázek nový, odstraňují se okrajové části obrazu, zkvalitňuje rámování a kompozice, zvýrazňují předměty, nebo mění poměr stran. Nežádoucí části obrazu se odstraní. Ořez obrázku nemá vliv na rozlišení v oříznuté oblasti. Čím je vyšší rozlišení fotografie, tím lepší jsou výsledky.
|  |  |

### Histogram
Histogram je grafické znázornění distribuce dat pomocí sloupcového grafu se sloupci stejné šířky, vyjadřující šířku intervalů (tříd), přičemž výška sloupců vyjadřuje četnost sledované veličiny v daném intervalu. Je důležité zvolit správnou šířku intervalu, neboť nesprávná šířka intervalu může snížit informační hodnotu diagramu.
|  |  |

### Redukce šumu
V digitálním obraze rozeznáváme nejčastěji dva typy šumu:
- náhodný šum, také nezávislý šum, je způsoben například vadnými CCD elementy (příkladem tohoto typu šumu je šum typu „sůl a pepř“)
- Gaussův šum, také závislý šum, kde je každý pixel obrazu mírně pozměněn

### Odstranění nežádoucích prvků
Většina grafických editorů dokáže odstranit nežádoucí a rušivé prvky (nechtěné větve a podobně) pomocí nástroje "klonování". Odstranění těchto rušivých prvků zvýší možnost upoutání pozornosti diváka na hlavní prvek a zkvalitňuje kompozici.
|  |  |

### Selektivní změna barvy
Některé editory umožňují selektivně změnit barvu konkrétní položky v obraze, pokud jsou vybrané položky v určité barevné škále.

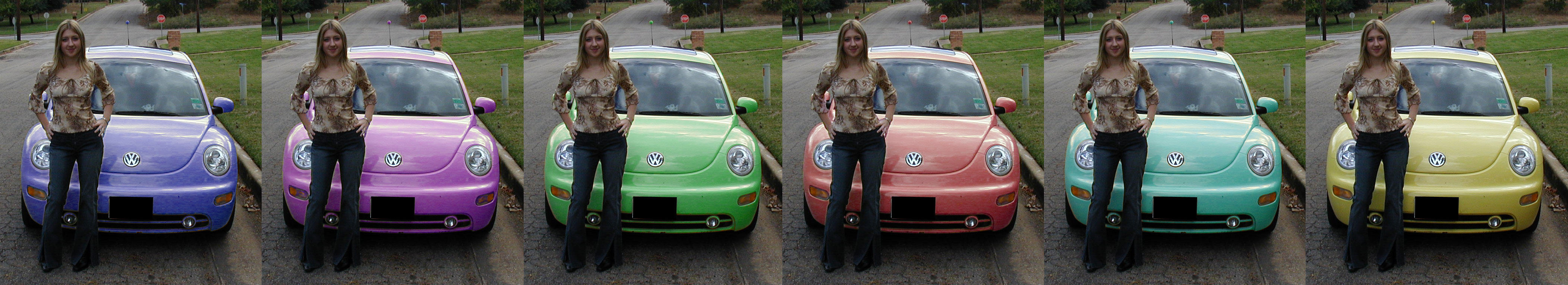
Původní barva auta je vpravo

### Orientace obrazu

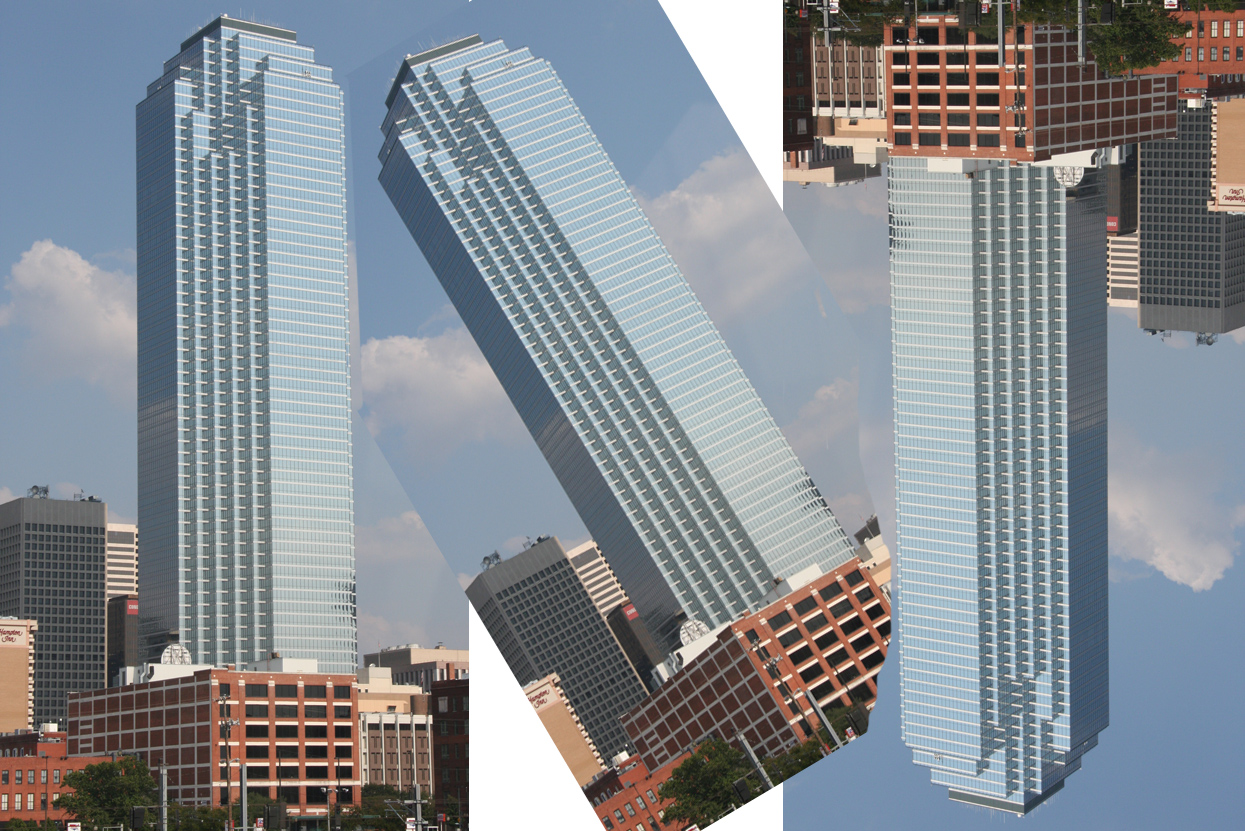
Orientace obrazu: originál, rotace -30° proti směru hodinových ručiček a převrácený obraz

Obrazové editory jsou schopné obraz otáčet v libovolném směru a o jakýkoli stupeň. Je možné tvořit zrcadlový obraz, obrázky mohou být převráceny horizontálně nebo svisle. I malá rotace v několika stupních často ovlivňuje úroveň horizontu, nebo správný vertikální směr (například budovy), nebo obojí. Otočení obrazu obvykle vyžaduje oříznutí, kvůli odstranění prázdných okrajů obrazu.

### Restituce a distorze

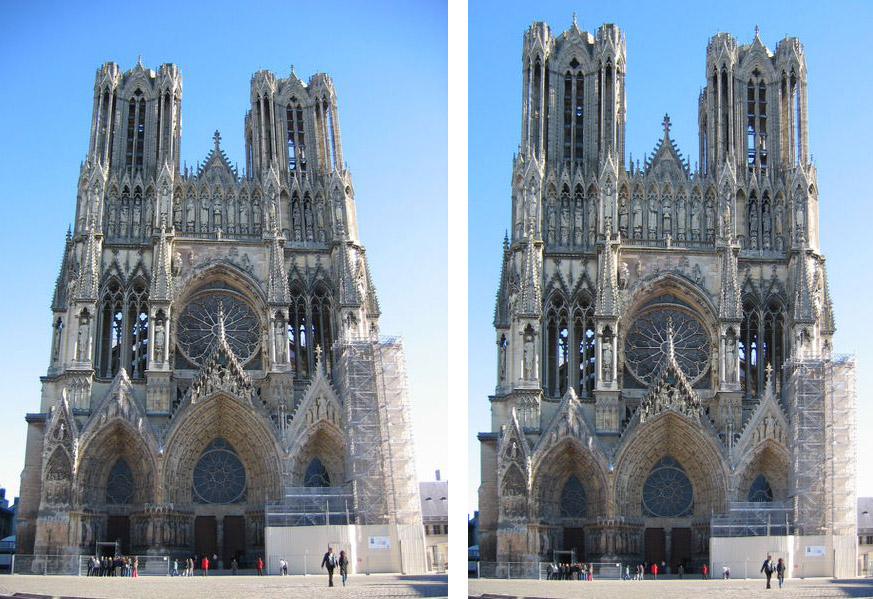
Originál a upravený snímek po softwarové restituci

Restituce fotografie je úprava perspektivního zkreslení, kdy se sbíhají zpravidla svislé linie, což působí rušivě, zejména na snímcích architektury.
Profesionální fotografické přístroje umožňují korigovat perspektivní zkreslení, pomocí speciálních naklápěcích a posuvných objektivů (objektivy tilt-shift, nebo perspective control), u,ž při expozici snímku posunem optické osy objektivu vzhledem k ose filmu nebo snímače.
U snímků, pořízených běžnými fotografickými přístroji, které neumožňují korigovat perspektivní zkreslení, lze perspektivu do jisté míry upravit při zpracování. Restituce klasických fotografií, zhotovených v temné komoře, se provádí buď pravou, nebo nepravou restitucí.
Restituci digitálních fotografií je možné provádět softwarově grafickým editorem, pomocí funkcí transformace, nebo úpravy perspektivy.

### Doostření a změkčení obrazu
Grafické programy mohou být použity jak pro zostření, nebo rozmazání snímků mnoha způsoby, například funkcí unsharp mask nebo dekonvolucí. Portréty často vypadají lépe, pokud jsou selektivně změkčené (zejména kůže a pozadí) - lépe vynikne hlavní objekt. Toho lze dosáhnout pomocí fotoaparátu s velkou clonou (malá hloubka ostrosti), nebo v obrazovém editoru tak, že se provede výběr a pak rozmazání (nepravá malá hloubka ostrosti). Softwarové zostření je extrémně jednoduchá funkce používaná při úpravě obrazů, ačkoli puristům se výsledek jeví jako nepřirozený.

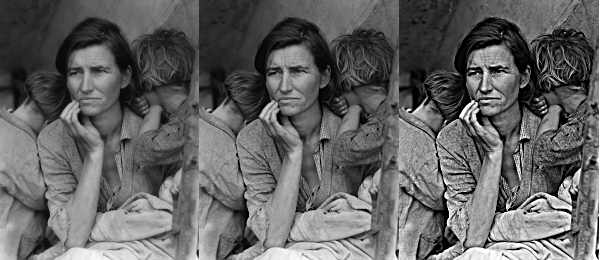
Originál, lehce doostřeno, silně doostřeno pomocí funkce unsharp mask.

Příklad rozmazané fotografie, restaurované pomocí Wienerovy dekonvoluce:

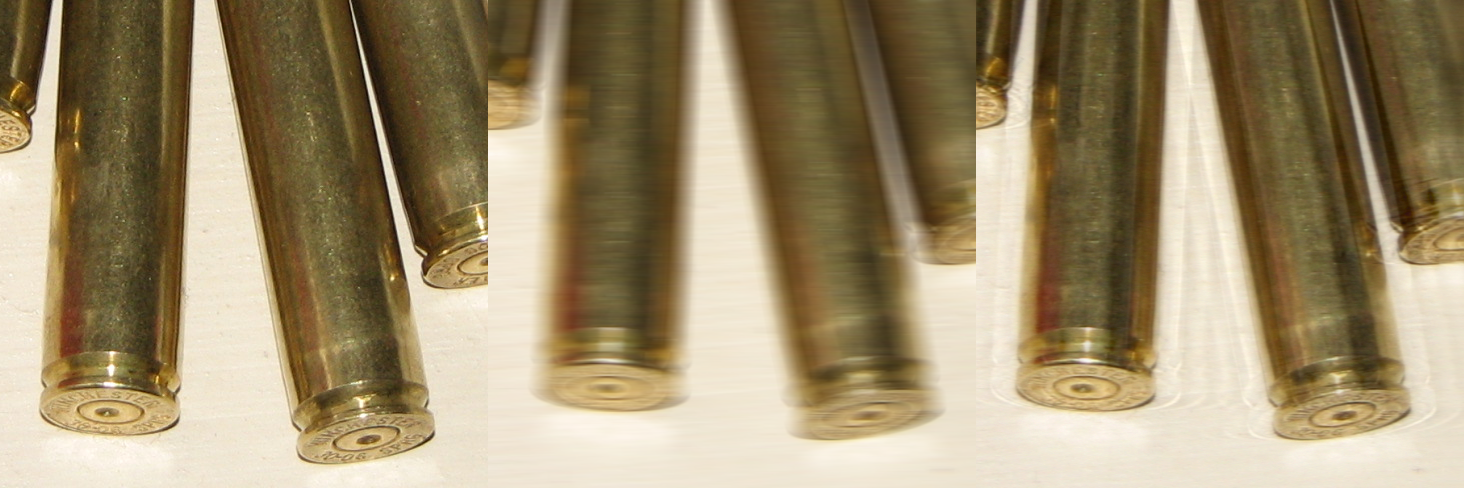
Zleva: povedený ostrý snímek, rozmazaný snímek a uměle zostřený snímek dekonvolucí. Všimněte si některých artefaktů v opraveném obrázku.

Další metoda na úpravu ostrosti je založená na Newtonově metodě tečen.

### Speciální efekty

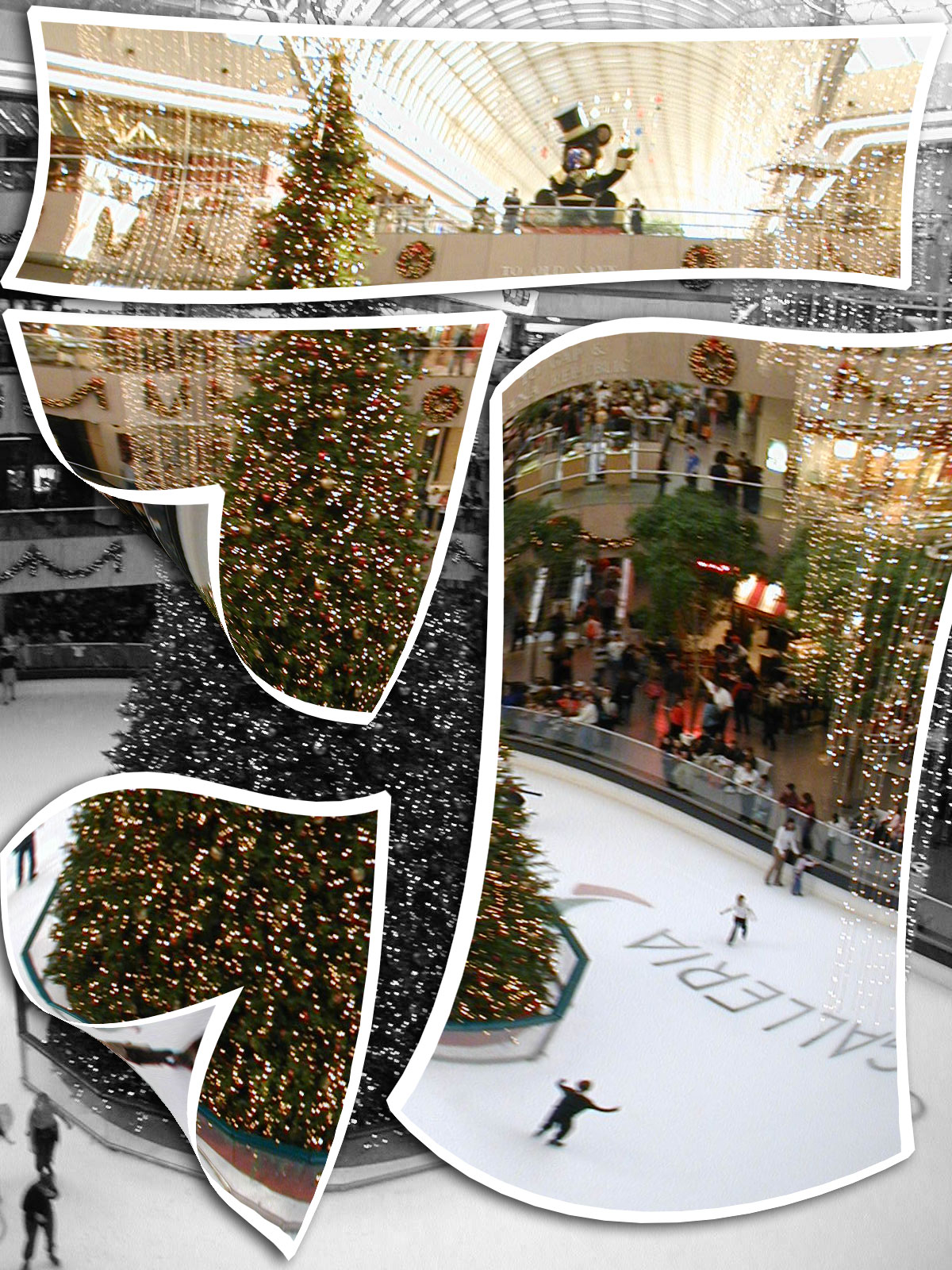
Příklad speciálních efektů, které mohou být aplikovány na obraz

Obrázkové editory obsahují obvykle seznam speciálních efektů, které mohou vytvořit neobvyklé výsledky. Mohou vznikat různě zdeformované a zkreslené. Na obraz lze aplikovat desítky speciálních efektů, která zahrnuje různé formy zkreslení, umělecké efekty, geometrické transformace a textury nebo jejich kombinace.

### Barevná hloubka

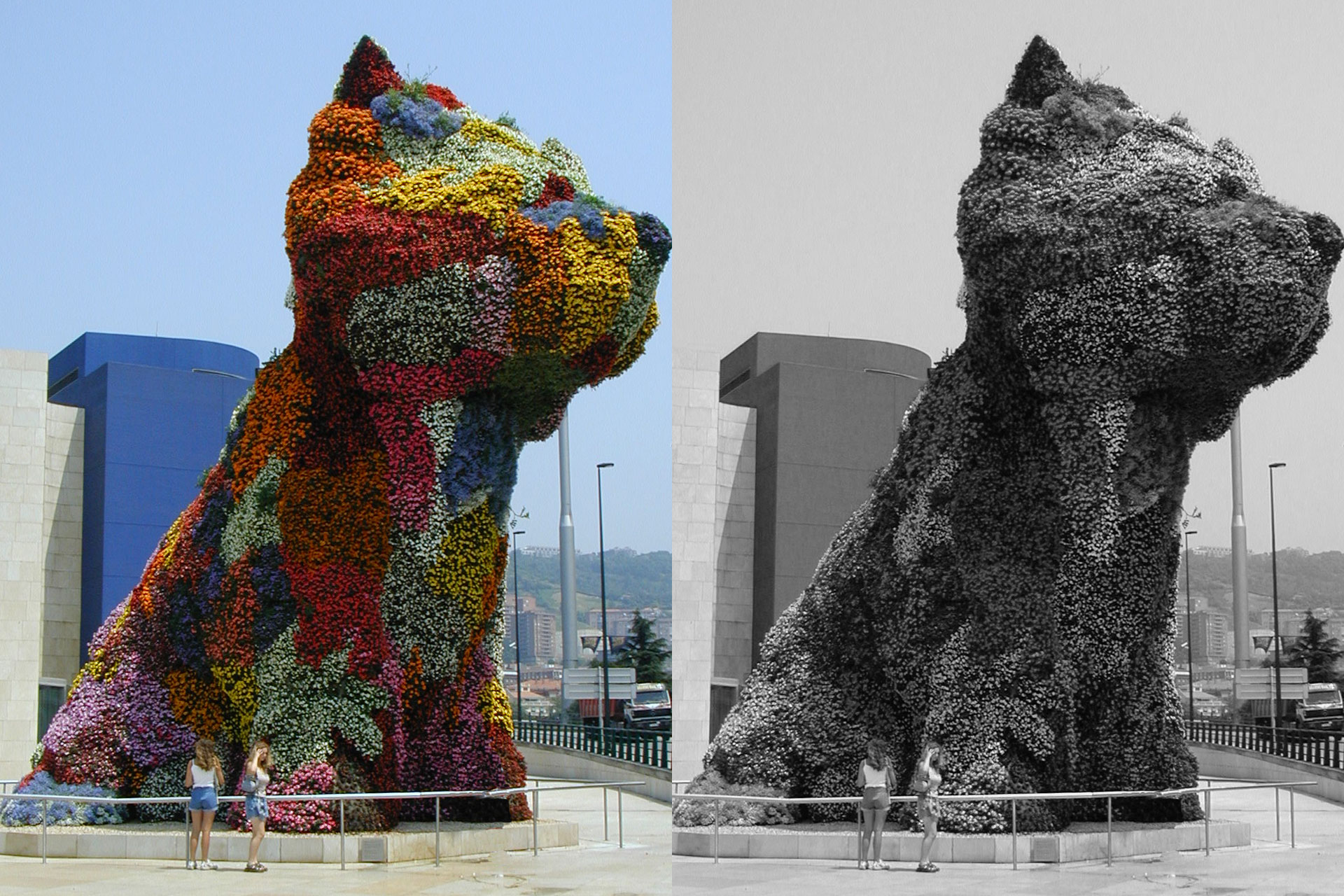
Příklad převodu barevného snímku na černobílý

Je možné měnit barevnou hloubku snímku. Například převést barevný snímek na černobílý.

### Korekce barev

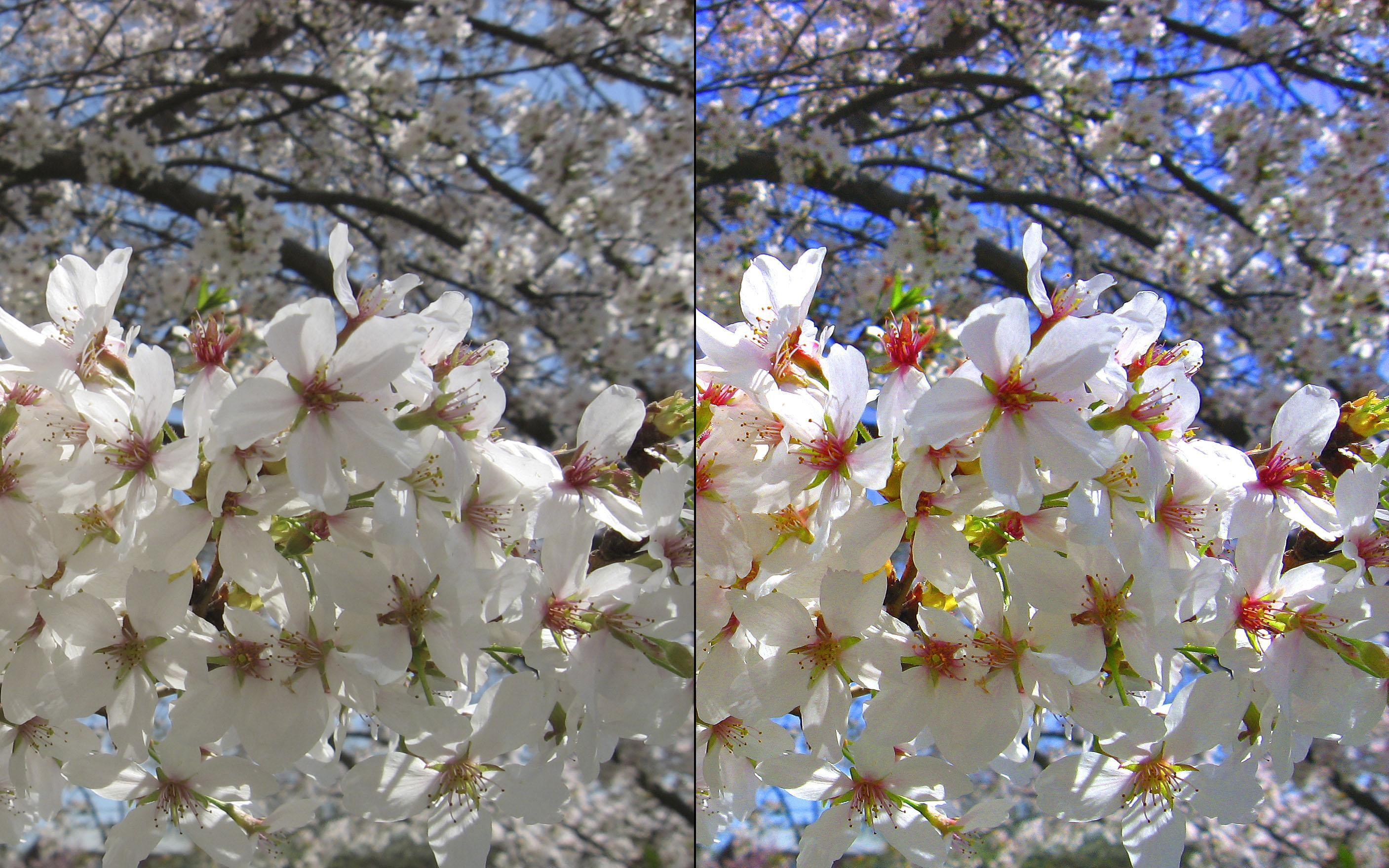
Příklad korekce barev

### Tisk

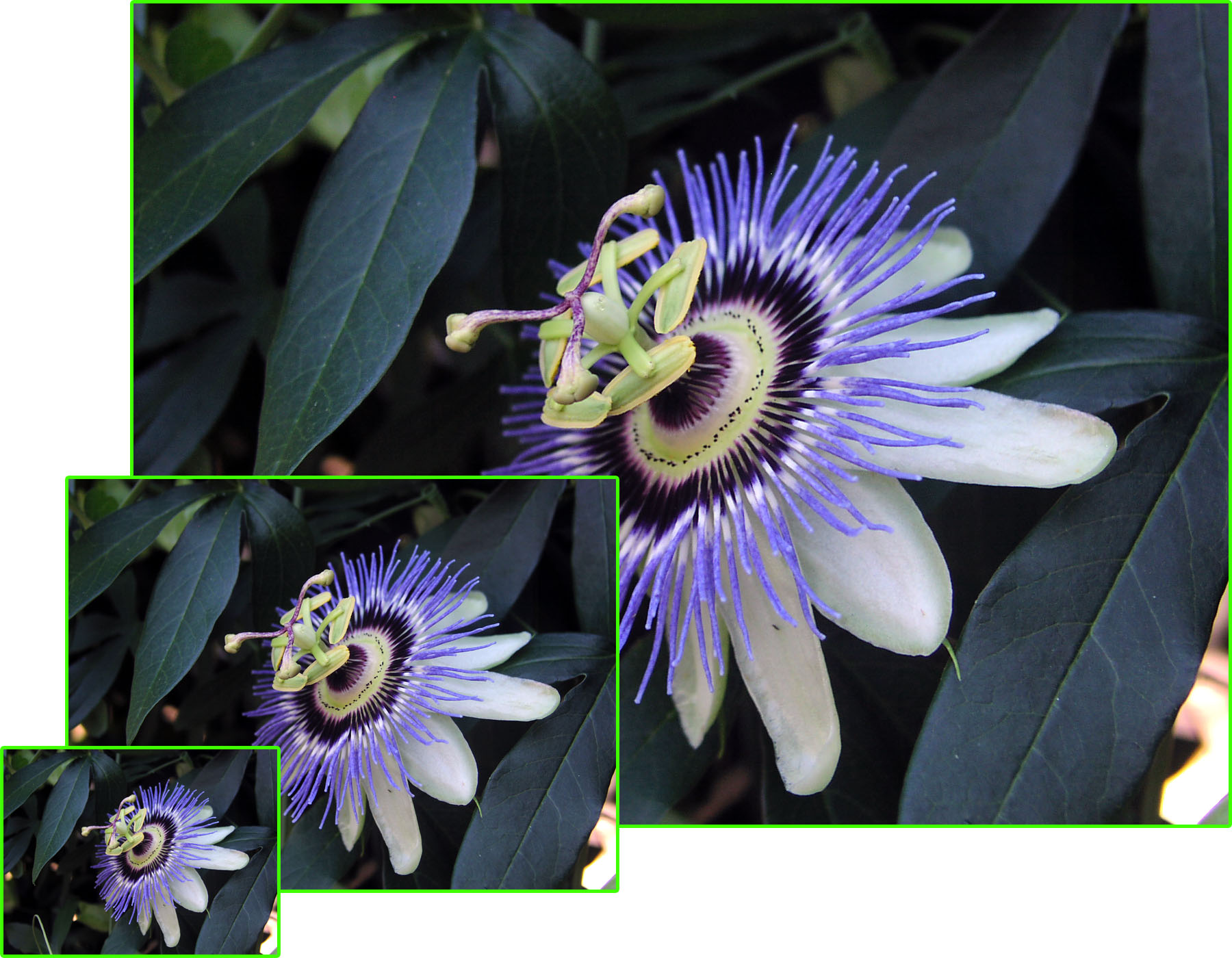
Ovládání tisku fotografie pomocí změny počtu pixelů na palec (PPI - pixels per inch)

Ovládání velikosti a kvality tisku digitálních snímků vyžaduje pochopení počtu pixelů na palec (PPI), která je uložena v souboru obrázku a někdy slouží k ovládání velikosti vytištěného obrázku.